# Шалахово (Псковская область)
Шалахово — деревня в России, в Пустошкинском районе Псковской области. Входит в состав Гультяевской волости.
Деревня расположена на северо-западном берегу озера Волошно или Шалахово, в 28 км к югу от города Пустошка.

## Население
| 2002 | 2010 |
| ---- | ---- |
| 257  | ↘161 |

Численность населения деревни по оценке на начало 2001 года составляла 301 житель.

## История
С 1995 по 2005 год деревня была административным центром ныне упразднённой Шалаховской волости.